# Municipio de Wilton (Illinois)
El municipio de Wilton (en inglés: Wilton Township) es un municipio ubicado en el condado de Will en el estado estadounidense de Illinois. En el año 2010 tenía una población de 841 habitantes y una densidad poblacional de 8,93 personas por km².

## Geografía
El municipio de Wilton se encuentra ubicado en las coordenadas 41°20′14″N 87°57′34″O / 41.33722, -87.95944. Según la Oficina del Censo de los Estados Unidos, el municipio tiene una superficie total de 94.13 km², de la cual 94,13 km² corresponden a tierra firme y (0 %) 0 km² es agua.

## Demografía
Según el censo de 2010, había 841 personas residiendo en el municipio de Wilton. La densidad de población era de 8,93 hab./km². De los 841 habitantes, el municipio de Wilton estaba compuesto por el 97,38 % blancos, el 0,24 % eran afroamericanos, el 0,12 % eran asiáticos, el 1,55 % eran de otras razas y el 0,71 % eran de una mezcla de razas. Del total de la población el 5,35 % eran hispanos o latinos de cualquier raza.